# Lymanopoda lebbaea
Lymanopoda lebbaea är en fjärilsart som beskrevs av Felder 1867. Lymanopoda lebbaea ingår i släktet Lymanopoda och familjen praktfjärilar. Inga underarter finns listade i Catalogue of Life.